# غرانفيل ستانلي هال
غرانفل ستانلي هال (بالإنجليزية: G. Stanley Hall)‏ (1 فبراير 1846- 24 أبريل 1924) كان عالم نفس أمريكيًا رائدًا ومعلمًا؛ تركز اهتمامه على النمو في الطفولة والنظرية التطورية، كما كان الرئيس الأول لرابطة علم النفس الأمريكية والرئيس الأول لجامعة كلارك؛ وفي مسح دورية ريفيو أوف جينيرال سايكولوجي الذي نشر عام 2002، صنف هال في المرتبة 72 لأكثر علماء النفس اقتباسًا في القرن العشرين، متعادلًا مع لويس تيرمان.

## السيرة الذاتية

### الطفولة
ولد في أشفيلد في ماساشوسيتس، وترعرع في مزرعة مع والديه وهما جرانفيل باسكوم هال الذي عمل في مجلس ماساشوسيتس التشريعي، وأبيغالي بيلز، التي ارتادت مدرسة ألباني لتعليم اللاهوت للإناث وتابعت دراستها لتصبح معلمة؛ وقضى معظم وقت طفولته يقرأ ويستفيد من الميزات التي كسبها من والديه ومن المدارس المحلية، واهتم بعمر مبكر بالحيوانات ومهارات الجسد؛ وفي عمر السادسة عشرة بدأ بتعليم الطلاب الآخرين الذين كان معظمهم أكبر منه.

### معلم
ارتاد هال مدرسة ويليستون اللاهوتية وتخرج من كلية ويليامز عام 1867، ثم درس في معهد يونيون للاهوت؛ ونتيجة تأثره بكتاب ويلهيلم واندت «مبادئ علم النفس الفيزيولوجي» تابع دراسات الدكتوراه في جامعة هارفارد حيث التقى ويليام جيمس وهو أستاذ مساعد بدأ بتدريس أول محاضرة علم نفس في البلاد لتوه؛ وفي عام 1878 نال هال شهادة الدكتوراه في علم النفس الأولى في أمريكا؛ وبعد تخرجه بمثل هذه الشهادة لم يكن هناك وظائف في علم النفس لذا ذهب إلى أوروبا ليدرس في جامعة برلين، وقضى وقتًا قصيرًا في مختبر واندت في مدينة لايبزيغ في عام 1879.
بدأ مسيرته المهنية بتعليم الإنكليزية والفلسفة في جامعة أنطاكية في يلو سبرينغ في أوهايو؛ ومن ثم تدريس تاريخ الفلسفة في كلية ويليامز في ماساشوسيتس، وبعد سلسلة محاضراته الناجحة في جامعة هارفارد وجامعة جون هوبكنز ضمن هال وظيفة في قسم الفلسفة في جامعة جون هوبكنز ليدرس علم النفس والتعليم، وبقي في الجامعة منذ عام 1882 حتى عام 1888، بدأ عام 1883 ما اعتبره البعض أول مختبر نفسي أمريكي رسمي؛ وهناك عارض هال بشدة التشديد على تدريس المواد التقليدية كاللاتينية والرياضيات والعلوم والتاريخ في المدارس الثانوية قائلًا انإن على المدرسة الثانوية أن تركز بدرجة أكبر على تربية المراهقين بدلًا من تحضيرهم للجامعة؛ وانتخب عضوًا في الجمعية الأمريكية التاريخية عام 1888.

### منهج جديد في علم النفس
أسس هال عام 1887 المجلة الأمريكية لعلم النفس، وفي عام 1892 عين الرئيس الأول للجمعية الأمريكية لعلم النفس، وفي عام 1889 عين الرئيس الأول لجامعة كلارك وشغل هذا المنصب حتى عام 1920، وبقي ناشطًا فكريًا طوال مدة رئاسته لواحد وثلاثين عاماً، وكان له دور فعال في تطوير علم النفس التربوي وحاول تحديد تأثير المراهقة على التربية؛ كما كان له فضل دعوة سيغموند فرويد وكارل يونغ لحضور مؤتمر جامعة كلارك وإلقاء سلسلة محاضرات عام 1909؛ وقد تشارك هال وفرويد في معتقداتهم عن الجنس والمراهقة، وقد وعد فرويد بشهادة فخرية من جامعة كلارك؛ ويذكر أنه كان مؤتمرًا مثيرًا للجدل لأن بحث فرويد قام على نظريات انتقدها زملاء هال بأنها ليست علمية.
وفي عام 1888 عندما اختير لرئاسة جامعة كلارك من الهيئة التدريسية لجامعة جون هوبكنز، كان هال البالغ من العمر 44 عامًا قد قطع شوطًا جيدًا في طريقه ليبرز في حقل علم النفس الذي سيظهر لاحقًا؛ وقد أصبح تأسيسه لمختبرات تجريبية في جامعة جون هوبكنز -وهي الأولى في هذا المجال- بسرعة مقياسًا لقسم علم النفس الحديث بالكامل؛ وخلال الأعوام الاثنين والثلاثين كعالم ومعلم ورئيس في جامعة كلارك، كان له تأثير على الشكل المستقبلي لحقل علم النفس.
وما جذب البعض إلى هال وأفكاره وأبعد آخرين هي نزعاته ليكون «متعهد حفلات» حيث كان المروّج ومتعهد الحفلات الذي تفوق على الجميع، استطاع أن «يقدم حفلة» كما فعل في الاحتفالات الاستثنائية عام 1899 و1909، في الذكرى العاشرة والذكرى العشرين لافتتاح جامعة كلارك، وقد فعل ذلك بحس جريء لا يجارى، حيث دعا شخصيات هامة ذات أفكار غير تقليدية أو غير شائعة أو فضائحية ومن ثم روج لها في الصحافة؛ وبدا أنه يؤسس دومًا مجلات أو روابط علمية لنشر أفكاره وأفكار العلماء الذين تتوافق أراؤهم مع أفكاره؛ ومن بين ما أسسه كانت مجلة علم النفس الأمريكية المرموقة والجمعية الأمريكية لعلم النفس، كما ساعد في تأسيس رابطة الجامعات الأمريكية؛ وقد وصف روس هذا الجانب من هال بالصحفي ورائد الأعمال والمبشر.
نشر هال عام 1917 كتابًا عن علم النفس الديني «يسوع المسيح في ضوء علم النفس»، كتب في جزأين لتعريف المسيح بلغة علم النفس؛ حيث ناقش هال بشكل موسع كل ما كُتب عن المسيح، والآليات العقلية المحتملة للمسيح ولكل من آمنوا به وكتبوا عنه، وحلل الأساطير والسحر وغيرها مما نُسج عن اسم المسيح وحياته؛ وحلل الحكايا الرمزية بدقة وناقش المعجزات وموت المسيح وقيامه؛ وحاول الرجوع بكل التعبيرات والاتجاهات المحتملة التي يجدها في المسيح ومن يتبعه إلى أصولها الجينية، وبمساعدة علم النفس المقارن -وخصوصًا المعرفة بعلم أصل الإنسان وميول الطفولة- يشير هنا وهناك إلى اتجاهات عامة محددة تقع في قاعدتها كلها؛ وكان هذا الكتاب أقل أعماله نجاحًا، وفي عام 1922 وبعمر الثمانية والسبعين نشر كتاب «الشيخوخة» وهو كتاب عن التقدم في العمر.
كان لنظرية التطور لداروين ونظرية التلخيص لإيرنست هايكل تأثير كبير على مسيرته، فقد دفعته إلى تفحص جوانب النمو في الطفولة للتعرف حول وراثة السلوك، وأدت الصفة الذاتية لهذه الدراسات إلى جعل التحقق منها مستحيلًا؛ حيث اعتقد بأنه أثناء نمو الأطفال، تشبه قدراتهم العقلية قدرات أسلافهم وأنهم يتطورون خلال الحياة بنفس الطريقة التي تتطور بها تلك الأنواع عبر آلاف السنين. اعتقد هال أنه يمكن تسريع عملية التلخيص عبر التعليم وإلزام الأطفال بالوصول إلى المعايير الحديثة للقدرات العقلية في وقت أقصر.

## روابط خارجية
- غرانفيل ستانلي هال على موقع الموسوعة البريطانية (الإنجليزية)